# ضد وضع موجود
ضد وضع موجود یا ضد وضع مستقر (به انگلیسی: Anti-establishment) دیدگاه یا عقیده‌ای است که در تقابل با اصول متعارف اجتماعی، سیاسی و اقتصادی یک جامعه قرار می‌گیرد. اصطلاح Anti-establishment برای نخستین بار در سال ۱۹۵۸ توسط مجله بریتانیایی نیو استیتسمن برای اشاره به دستور کار سیاسی و اجتماعی آن به معنای مدرن استفاده شد.
ضدیت با وضع موجود (یا استقرارستیزی و یا ضدیت با وضع مستقر) بیانی است برای چنین فلسفه سیاسی. مواضع «ضد وضع موجود» بسته به طیف سیاسی متفاوت است. به عنوان مثال، در جریان اعتراضات ۱۹۶۸، مواضع ضد وضع موجود عموماً از محافل پوپولیست جناح چپ، سوسیالیست و آنارشیست به وجود آمد. با این حال در دهه ۲۰۱۰، مواضع «ضد وضع مستقر» عموماً از محافل پوپولیست جناح راست سربرآوردند.

## پانوشت
1. ↑  Antiestablishmentarianism